# جنگ پروان
جنگ پروان، جنگی بود که در سال ۱۲۲۱ میلادی (۶۱۸ ه‍.ق) مابین سپاه ایرانیان به رهبری سلطان جلال‌الدین خوارزمشاه آخرین سلطان سلسله خوارزمشاهیان و سپاهیان مغول در استان پروان در نزدیکی شهر كابل درگرفت.

## جنگ
سلطان جلال‌الدین در اواخر سال ۶۱۷ ه‍.ق پس از زد و خورد با مغولان در حدود نیشابور به طرف هرات حرکت کرد. او در میان راه شمس الملک را از اسارات و بند نجات داد و به غزنه فرستاد. خود او نیز پس از آن عازم غزنه شد. جلال‌الدین در آغاز سال ۶۱۸ ه‍.ق به غزنین رفت و به محض ورود به این شهر، دو نفر از سرداران خوارزمشاه، با ۶۰ هزار سپاهی به کمک وی آمدند. جلال‌الدین با رسیدن سرداران مزبور خود را آمادهٔ پیکار با سپاه چنگیز دید.وی در این شهر سپاهی از اقوام مختلف ترک، افغانی، غوری، هزاره و تاجیک فراهم کرد و در دِه پروان از آبادی‌های میان غزنین و بامیان نزدیک غزنین اردو زد و چون خبر پیدا کرد که قشونی از مغول در طخارستان مشغول محاصرهٔ قلعهٔ والیان هستند به قشون چنگیز حمله کرد و نزدیک به ۱٬۰۰۰ نفر از مغولان را کشت. چنگیزیان از جیحون گذشته و داستان شکست را به چنگیز بازگفتند. چنگیز برای دفع جلال‌الدین قوتوقو نویان را با قشونی که تعداد آن ۳۰٬۰۰۰ تا ۴۵٬۰۰۰ در منابع آمده را روانهٔ قصبهٔ پروان کرد. جنگ میان جلال‌الدین و قشون قوتوقو نویان در یک فرسخی قصبهٔ پروان درگرفت.جلال‌الدین خود در قلب لشکر ایستاد و با مغولان پیکار کرد. این جنگ دو روز ادامه داشت؛ روز اول نتیجه‌ای برای هر دو طرف نداشت و روز دوم جلال‌الدین سپاهیان خود را قوت قلب بخشید و لشکر قوتوقو را شکست داد و فراری داد و سپاهیانش به تعقیب مغولان تاختند تا اینکه قوتوتو شکست خورده به پیش چنگیز برگشت.

## پیامدها
این پیروزی باعث شادی و قوت قلب ایرانیان گردید و پس از آنکه خبر این پیروزی به شهرهای خراسان و جنوب فرارود رسید، مردم بسیاری از این نواحی اشغال شده شورش و قیام کردند و حاکمان مغولی را که توسط مهاجمان تعیین شده بود به قتل رساندند و از نتایج مهم این پیروزی این بود که چنگیزیانی که قلعهٔ ولخ طخارستان را در محاصره داشتند قلعه را رها کرده از محل گریختند. اما سپاهیان جلال‌الدین پس از این گشایش به جمع‌آوری غنائم مشغول شدند و میان دو نفر از بزرگان لشکرش بر سر تصاحب اسبی نزاع درگرفت در نتیجه سپاهش متفرق شد و او از این فتح نتوانست بهرهٔ چندانی برگیرد.